# Castillo de Newcastle
El castillo de Newcastle es una fortificación medieval situada en Newcastle upon Tyne, Inglaterra, construida en el lugar de la fortaleza que dio a la ciudad de Newcastle ("Nuevo castillo") su nombre. Las estructuras más destacadas que quedan en el sitio son la torre del homenaje y la Puerta Negra, su puerta fortificada.

## Historia
El uso de este emplazamiento con fines defensivos data de la época romana, cuando albergaba un fuerte y un asentamiento llamado Pons Aelius ("puente de Adriano"), que protegía un puente sobre el río Tyne. Robert Curthose, hijo mayor de Guillermo el Conquistador, construyó en 1080 un castillo de madera de estilo mota castral en el lugar del fuerte romano. Curthose construyó este "Nuevo Castillo sobre el Tyne" después de regresar al sur de una campaña contra Malcolm III de Escocia. Enrique II construyó la torre del homenaje en piedra entre 1172 y 1177. Enrique III añadió la Puerta Negra entre 1247 y 1250. No queda nada del fuerte romano o del castillo original de madera. La torre del homenaje es un edificio de grado I y un monumento antiguo planificado.
La torre y la Puerta Negra son anteriores a la construcción de la muralla de Newcastle, cuya construcción comenzó alrededor de 1265. El sitio de la torre del homenaje está en el centro de Newcastle y se encuentra al este de la estación de Newcastle. 